# Baldassarre Cenci (1648-1709)
Baldassarre Cenci (Roma, 1648 - Fermo, 26 de maio de 1709) foi um cardeal do século XVIII

## Biografia
Nasceu em Roma em 1648. O mais novo dos cinco filhos de Virginio Cenci e Maria Vittoria Verospi. Tio do cardeal Baldassare Cenci, Jr. (1761). Outros cardeais da família são Tiberio Cenci (1645) e Serafino Cenci (1734).
Estudou na Universidade La Sapienza, em Roma, onde obteve o doutorado in utroque iure , direito canônico e civil.
Referendário dos Tribunais da Assinatura Apostólica da Justiça e da Graça. Vice-legado em Avignon, 26 de setembro de 1685.
Ordenado em 26 de agosto de 1691.
Eleito arcebispo titular de Larissa, em 27 de agosto de 1691. Consagrada, em 30 de setembro de 1691, basílica patriarcal da Libéria, Roma, pelo cardeal Fabrizio Spada, auxiliado por Ercole Visconti, arcebispo titular de Damietta, e por Michelangelo Mattei, arcebispo titular de Adrianopoli. Prefeito dos Cubículos de Sua Santidade, 28 de agosto de 1691. Assistente do Trono Pontifício, 3 de dezembro de 1691.
Criado cardeal e reservado in pectore no consistório de 12 de dezembro de 1695; publicado no consistório de 11 de novembro de 1697; recebeu o gorro vermelho e o título de S. Pietro in Montorio, em 2 de dezembro de 1697. Transferido para a sede metropolitana de Fermo, em 20 de novembro de 1697. Participou do conclave de 1700, que elegeu o Papa Clemente XI.
Morreu em Fermo em 26 de maio de 1709, às 17 horas, no palácio arcebispal de Fermo. Exposta na catedral metropolitana de Fermo e enterrada na capela da Madona dessa catedral..